# 蘭迪普·弘達
蘭迪普·弘達（英語：Randeep Hooda，發音：[rəɳdiːp ɦʊɖːa]，1976年8月20日—），印度男演員，主要參與印地語電影（寶萊塢）製作。他以2001年雙語電影《雨季的婚禮》出道，而《孟買往事》（2010年）則成為事業轉捩點，之後在《迷宫下的罪案》（2011年）、《尋路天堂2》（2012年）、《最毒美人心2》（2012年）、《寶萊塢之戀夏雞尾酒》（2012年）、《寶萊塢螢幕女傑》（2012年）和《正義秘密客》（2025年）等電影中的配角繼續受到關注。
弘達主演過多部電影的主角，包括《情怨3》（2013年）、《立地成魔》（2013年）和《绘者人生》（2014年）；憑藉《绘者人生》獲印度電影觀眾獎最佳男主角提名。他也憑藉在《愛的自由公路》（2014年）、《血腥罗曼史》（2015年）和《印巴冤獄》（2016年）中的演出獲得了好評。其他知名作品如《痛擊》（2014年）、《只有你的故事》（2016年）、《沙曼·罕之重返冠軍路》（2016年）、《逆戰救援》（2018年），以及美國電影《驚天營救》（2020年）。

## 早年
蘭迪普·弘達1976年8月20日出生於哈里亚纳邦羅塔克的哈里亞納賈特家庭。父親蘭比爾·辛格·弘達（Ranbir Singh Hooda）是外科醫生，母親阿莎·弘達（Asha Hooda）是社工。父母經常旅行並主要居住在中東，因此弘達童年的大部分時間都與祖母在家鄉度過。姊姊安賈利·弘達·桑萬（Anjali Hooda Sangwan）是在印度和美國接受培訓的MBBS醫生，弟弟桑迪普·弘達（Sandeep Hooda）是在新加坡工作的軟體工程師。
弘達在哈里亚纳邦拉伊（Rai）的寄宿學校莫蒂拉爾·尼赫魯體育學校受教。他在學校參加了游泳和馬術運動，並獲得了國家級獎牌。他後來對戲劇產生了興趣，參加了學校的演出，並執導了其中一部。他在接受雷迪夫網採訪時，聲稱自己喜歡出現在人們面前。但家人希望他成為醫生，所以將他轉學到新德里的R·K·普拉姆德里公立學校。弘達稱此經歷：從一個受歡迎的環境轉變為以「難相處」著稱的環境。
弘達完成學業後，1995年移居澳大利亞墨爾本，並獲得了行銷學士學位以及工商管理和人力資源管理碩士學位。在此期間，他曾在中餐館、洗車場工作過，當過服務員，還當過計程車司機兩年。2000年，弘達回到印度，在一家航空公司的行銷部門工作。隨後，他開始在德里從事模特兒並在業餘劇院工作。導演米拉·奈兒在排練話劇《教導自己》（To Teach His Own）時發現了弘達，讓他試鏡自己即將上映的電影中的一個角色。
弘達從小就住在宿舍。他說：「我一直過得很開心，這能給我精神上的鼓舞，也為精神注入了活力。現在，我希望父母與自己一起住，想更享受和他們在一起的時光。」他和住在法里達巴德的父母關係很好，他們對一切都很開放，這對自己的生活很有幫助。弘達將納薩魯丁·沙視為「導師、朋友和知己」，並表示：「他是我的靈感來源，幫助我成為演員，這不僅關乎演藝事業，也關乎技藝。也是他讓我看到了表演的世界。」

## 私生活
2004年至2006年，弘達與前環球小姐兼演員苏丝米塔·森有過一段戀情。他後來表示，結束這段戀情改變了自己的事業：「我意識到把太多時間花在了這段戀情上，分手是我經歷過的最佳選擇，讓我有更多精力去做自己的事。」
他在納薩魯丁·沙的劇團中結識了模特兒兼演員琳·拉什拉姆，並墜入愛河。COVID-19疫情封鎖期間，他們開始同居，2022年在Instagram上公開了戀情。2023年11月29日，他們在曼尼普爾邦因帕爾舉行的傳統梅泰儀式上結婚。
弘達生於印度教家庭，但證實自己是錫克教徒。他養了一隻名叫坎迪（Candy）的流浪狗。

## 外部連結
- 蘭迪普·弘達在互联网电影资料库（IMDb）上的資料（英文）